# Ivan Pejčić
Ivan Pejčić (* 11. September 1982 in Niš, Jugoslawien) ist ein serbischer ehemaliger Fußballspieler,.

## Geschichte
Ivan Pejčić startete seine Karriere im Jahr 2000 beim Belgrader Verein FK Obilić. Nach nur einem Jahr machte er eine Pause und kehrte erst 2004 wieder zurück in den Fußball. Pejčić spielte dann von 2004 bis 2008 bei Rabotnički Skopje. Von 2008 bis 2010 spielte er für den FC Aarau. 2010 spielt er für Enosis Neon Paralimni. Danach spielte er für Radnički Niš, wo er Torschützenkönig der 2. serbischen Liga wurde, sowie für Radnički Kragujevac. Danach kehrte er wieder zu Radnički Niš zurück.